# Marmorkatt
Marmorkatt (Pardofelis marmorata) är ett mellanstort kattdjur som lever i Sydostasien. Marmorkatten placeras som ensam art i släktet Pardofelis.
Det vetenskapliga släktnamnet är bildat av de latinska orden pardus (leopard) och felis (katt). Artepitet är bildat av latin marmoris (liksom marmor).

## Utseende och anatomi

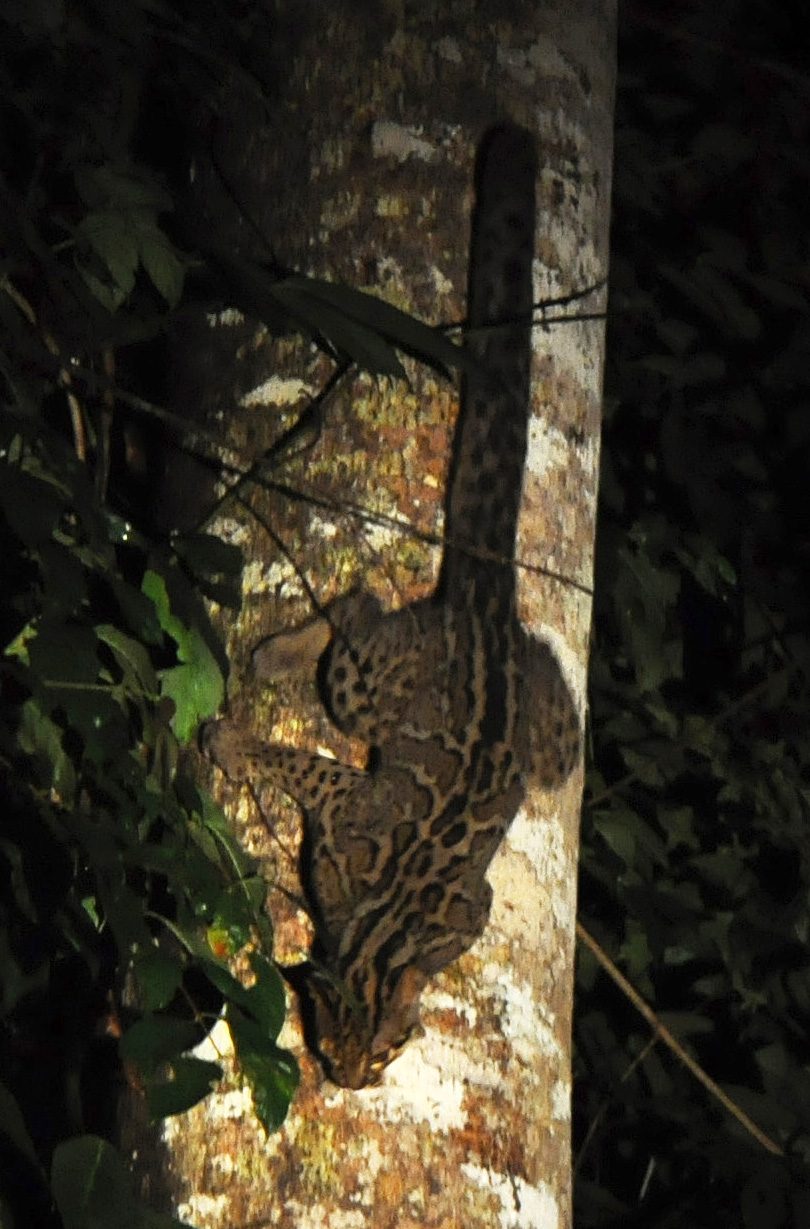
En marmorkatt i Danum Valley, Borneo.

Arten är bara lite större än en tamkatt, med en kroppslängd på 45–62 cm och därtill en 35,5–55 cm lång svans. Den väger vanligtvis 2,4–3,7 kg. Med sin långa svans påminner den om en liten trädleopard och ibland förväxlas marmorkatten med ungdjur av trädleopard. Till storlek och kroppsform liknar den även leopardkatten, som förekommer i samma utbredningsområde. Marmorkatten har dock kortare och bredare skalle. Pälsen hos marmorkatten är tjock och har ett mörkare marmorerat mönster på gråbrun till gulgrå botten. Dessa oregelbundna mörkgrå till svarta fläckar eller ringar finns även på den yviga svansen. Ögonen är bärnstensfärgade eller gyllene och öronen är jämförelsevis korta och avrundade.

## Systematik och utbredning

### Utbredning
Utbredningsområdet sträcker sig från nordöstra Indien och Nepal till Sydostasien, Borneo och Sumatra.

### Systematik
Marmorkatten placerades tidigare i underfamiljen Pantherinae, tillsammans med andra mycket större katter. Fylogenetiska studier indikerar dock att den utgör en evolutionär utvecklingslinje tillsammans med asiatisk guldkatt (Catopuma temminckii) och borneoguldkatt (C. badia) som genetiskt avskiljde sig för ungefär 12,77 to 7,36 miljoner år sedan. Marmorkatten i sin tur urskiljde sig genetiskt från de övriga två för ungefär 8,42–4,27 miljoner år sedan. På grund av detta placeras marmorkatten idag i underfamiljen Felinae.
Marmorkatten placeras idag som ensam art i släktet Pardofelis, ett namn som härstammar från latinets pardus, som betyder “leopard” och fēlis, som betyder “katt”. Släktet Pardofelis beskrevs 1858 av Nikolai Severtzov. Tidigare placerades de två närbesläktade arterna beskrivna ovan, också till detta släkte, men idag förs de istället till släktet Catopuma. 
Marmorkatten beskrevs första gången vetenskapligt 1836 av William Charles Linnaeus Martin utifrån ett skinn insamlat på Java eller Sumatra och gav den namnet Felis marmorata. År 1843 beskrev Henri Marie Ducrotay de Blainville arten Felis longicaudata utifrån ett skinn insamlat från Indien eller Cochinkina medan Felis charltoni beskrevs 1846 av John Edward Gray utifrån ett specimen insamlat i Darjeeling.

### Underarter
Idag erkänns två underarter av marmorkatt:
- P. m. marmorata (Martin, 1836) – förekommer från Malackahalvön till Sumatra och Borneo.
- P. m, longicaudata (Blainville, 1843) – förekommer från Nepal till norr om Kranäset.

## Ekologi
Marmorkattens levnadssätt är mindre känt. Den kan vara både dag-  och nattaktiv men verkar föredra att vara aktiv under dygnets mörka timmar. I Thailand vistas den vanligen i ett revir som är lite större än 5 kvadratkilometer.

### Habitat
Arten lever främst i städsegröna tropiska skogar, oftast i kuperade områden eller i Himalayas lägre delar. På grund av avskogning är utbredningsområdet uppdelat i flera från varandra skilda regioner.

### Föda
Den antas leva av smådjur som gnagare, grodor och insekter samt småfåglar och jagar förmodligen i träden, men även uppgifter om att den jagar på marken finns. Enligt en studie från Nepal är vanliga bytesdjur harar, duvor, grå frankolin, påfågel, kalijfasan, röd djungelhöna och råttor.

### Fortplantning
Fortplantningscykeln är bara känd från individer i fångenskap. Ungarna, ofta två, föds under våren eller hösten, dräktigheten varar enligt observationerna 66 till 82 dagar och ungarna blir könsmogna efter 21 till 22 månader. Den äldsta kända individen levde något längre än 12 år.

## Status och hot
Marmorkatten är sällsynt, kanske så få som 10 000 vuxna individer, och populationen splittrad. Arten räknas som nära hotad (NT) på grund av detta och omfattande habitatförlust. Den är fridlyst i de flesta stater i utbredningsområdet.